# Riproximina
En biología molecular la riproximina (Rpx)  es una sustancia que pertenece a la familia de las proteínas inactivadoras de ribosomas (RIP en inglés) que se une a los ribosomas de los eucariotas bloqueando la síntesis proteica, lo cual causa la muerte celular o apoptosis, función que está basada en la actividad de la N-glucosidasa de su ARN. Pertenece al grupo de proteínas conocidas como lectinas y fue descubierta en Tanzania, cuando se observó la actividad antineoplásica de una planta. 

La riproximina actúa con una alta especificad reconociendo y actuando sobre ciertas células tumorales. Esta proteína es el principal componente de un preparado utilizado en la medicina tradicional africana para el tratamiento del cáncer. 

Fue aislada gracias a un análisis de secuenciación genética efectuado a partir del preparado, y que identificó la toxina de la planta Ximenia americana. Esta proteína fue descubierta, en investigaciones en las que se pretendía aprovechar el potencial del uso en la medicina tradicional de plantas para el tratamiento de enfermedades.

## Historia

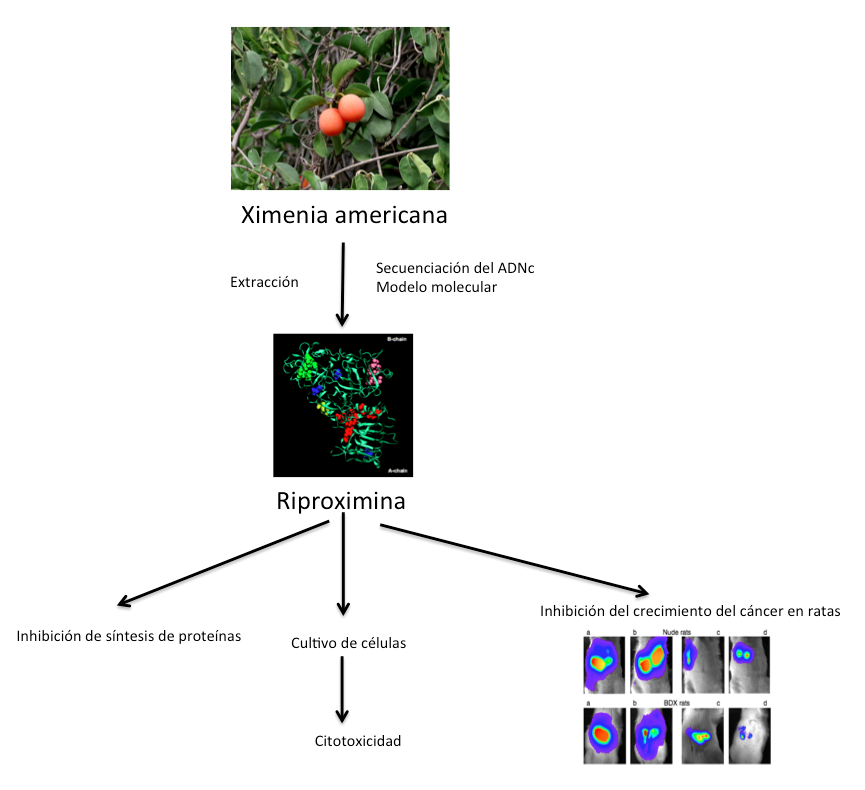
Descripción del procedimiento utilizado hasta el descubrimiento de las propiedades de la Riproximina

En Ocean Road Hospital en Dar es Salaam, Tanzania, África, un médico había visto a un paciente que sufría de dolor en las piernas y la parte inferior de la espalda, al que se diagnosticó un cáncer de próstata con metástasis pélvicas. Al no ofrecer la medicina occidental un tratamiento, el paciente consultó a un curandero tradicional de su pueblo, que le presentó un polvo rojizo. Durante los dos años siguientes el paciente permaneció sin ningún síntoma. 

En un segundo paciente, el médico observó una mejoría de los síntomas, y proporcionó una muestra del polvo a la unidad de quimioterapia del Centro Alemán de Investigación sobre el Cáncer, en Heidelberg.
 
Las pruebas iniciales de un extracto acuoso mostraron actividad antiproliferativa en una línea de células de leucemia y un efecto aún mayor en una línea celular de cáncer de próstata. Este resultado impulsó investigaciones ulteriores. De este modo, se consiguió demostrar su capacidad de inhibición de síntesis de proteínas, su citotoxicidad y su capacidad de inhibición del crecimiento del cáncer.

## Clasificación
Las proteínas inhibidoras de ribosomas (RIP) se clasifican en dos grupos, RIPs tipo I y RIPs tipo II, al que pertenece la riproximina.
 
La diferencia básica es que la estructura de las RIPs tipo I se fundamenta en una única cadena polipeptídica con actividad enzimática, mientras que la de las RIPs tipo II consta de dos cadenas polipeptídicas: una activa (A), con actividad N-glucosidasa, y una cadena B (“binding” o de unión) con propiedades biológicas de lectina, unidas por un puente disulfuro. Los dos grupos comparten la primera cadena, cadena A con una actividad enzimática de unos 30 KDa.

Al principio se propusieron también estas dos denominaciones para los dos grupos de RIPs: HOLO-RIPs para aquellas que constaban de una única cadena polipeptídica o dos pequeñas, es decir RIPs tipo I, y la de Quimero-RIP para aquellas proteínas de 2 cadenas, RIPs tipo II o excepciones del tipo I. Sin embargo, muchos científicos prefieren la nomenclatura descrita al principio, que se basa en la diferencia radical entre ambos grupos y que es la presencia o no de una segunda cadena, cadena B (cadena de lectina) que se une a los receptores de la superficie celular, facilitando la entrada de las RIPs en las células.

Teniendo en cuenta que puede haber ciertas excepciones, se suelen añadir al grupo II aquellas RIPs que no tienen una segunda cadena polipeptídica, sino que tienen un segmento adicional.
 
La riproximina pertenece al grupo de las Quimero-RIPs o RIPs tipo II, que a su vez pueden dividirse en dos grupos: las heterodiméricas[AB] y las tetraméricas [(AB)2] (donde algunos hablan de RIPs tipo IV y que serían las más tóxicas).

## Distribución en la naturaleza
Las RIP se suelen encontrar en diferentes tejidos de algunas plantas, pero son más abundantes en los órganos de almacenamiento como en cotiledones, en la endosperma, en la corteza, en tubérculos, en las raíces tuberosas, en bulbos y en rizomas.
Las RIP de tipo I son más frecuentes que las de tipo II. Además, las primeras se han hallado distribuidas en algunas familias de plantas como Caryophyllaceae, Cucurbitaceae y Euphorbiaceae, entre otras. Sin embargo, también se han observado los dos tipos de RIPs al mismo tiempo en algunas especies. De igual manera, en algunas plantas sometidas a condiciones de estrés y a infección viral, se ha podido detectar la expresión de las RIP. 

La riproximina, una RIP tipo II, solo ha sido hallada en la almendra del fruto de Ximenia americana.

## Secuencia y estructura
La sustancia fue aislada gracias a un análisis de secuenciación genética efectuado a partir del preparado, y que identificó a la toxina de la planta Ximenia americana. Esta proteína fue descubierta, en investigaciones que pretendían aprovechar el potencial de la medicina tradicional para el tratamiento de enfermedades.
La secuenciación de la riproximina fue en un principio realizada degenerando primers y después amplificando rápidamente el final del cDNA. Así se consiguió amplificar cDNA a partir de RNA obtenido de hojas de X. americana. Esta secuencia amplificada de Rpx contiene polimorfismos de nucleótido único, al menos en 28 posiciones, lo que lleva a la translación de 10 aminoácidos diferentes. El análisis y modelado molecular de la Rpx reveló una gran semejanza con otras proteínas miembros de la familia de RIPs tipo II, especialmente del subgrupo más tóxico.

La mayor semejanza estructural la tiene con la ricina y con proteínas precursoras de 'viscum lectin I'. Por eso, para el modelado de la estructura de la Rpx se utilizaron cadenas A recombinadas de ricina y cadenas B de la lectina.
 
La estructura completa de la Rpx consiste en una cadena A y subunidades de la cadena B con un peso molecular aparente de entre 29 y 31 kDa. Además la cadena A consta de una serie de aminoácidos 'residuo' que están involucrados en la actividad de la ribonucleasa y que constituyen el centro activo catalítico del radical de la cadena A. Entre estos aminoácidos 'residuo', destaca la cisteína que es necesaria para mantener los puentes disulfuro intramoleculares entre la cadena A y la cadena B. El centro de la cadena B está ocupado por aminoácidos hidrófobos.

### Estructura primaria
La estructura primaria de la riproximina está formada por 601 aminoácidos.

## Actividad enzimática anti-ribosomal
La riproximina, como el conjunto de las RIP, constituye una familia de toxinas catalíticas, inhibidoras de ribosomas, y también, de forma irreversible, de la síntesis de proteínas por traducción, provocando la muerte de células o apoptosis en los mamíferos.
La interrupción del proceso de traducción es debida a la separación, por la ruptura de un enlace N-glucosídico, de subunidades ribosomales 60S. Esto se obtiene por la actividad de una enzima, la N-glucosidasa, situada en el ARN de estas RIP, y da lugar al desapego de una base específica de adenina, encontrada en el bucle Sarcina/Ricina del ARNr 28S de los ribosomas, y que permite la síntesis de proteínas en los organismos eucariotas. La liberación de esta base da lugar a la desactivación del ARNr, y en consecuencia, a la muerte celular. La riproximina constituye de este modo un potencial de tratamiento contra el cáncer o algunas infecciones, garantizando una actividad antiproliferativa con estructuras que limitan la multiplicación celular de un 50%. Se ha detectado una consistente actividad antineoplástica en modelos metastásicos de hepatocitos cancerosos.
La acción de la riproximina, como de todas las RIPs de tipo II, involucra dos pasos clave representados por las cadenas A y B de la proteína. En primer lugar, la cadena B de esta última (con propiedades de lectina, responsable de la unión de la riproximina a moléculas de la pared extracelular), se asocia a dos tipos de glucanos de la pared celular, lo cual da lugar a la penetración de la cadena A de la proteína al espacio intracelular por endocitosis, mediante una vesícula de transporte. Ahí es donde esta cadena A (la ARNr N-glucosidasa) inicia la depurinación del ARNr 28S, lo cual pone un freno a las acciones características de este último (como el proceso de transcripción genética). La RIP permanece dentro de la vesícula, que pasa del estado de endosoma temprano al tardío. La desactivación ribosomal se realiza por la división del enlace A4324 N-glucosídico y de ahí, el bloqueo de síntesis de proteínas mencionado. Por otro lado, se demostró recientemente que el mecanismo de acción también implica la inducción de la Respuesta a proteínas desplegadas (o Unfolded Protein Response, UPR).
Tras su actividad, la riproximina como el resto de las RIPs son recicladas, o degradadas en el retículo endoplasmático.

## Toxicidad
Existen diferencias en la citotoxicidad de las RIP. Algunas RIP, por ejemplo la riproximina y la ricina, son potentes toxinas. Aun así, hay RIP que no desarrollan ningún tipo de toxicidad, entre ellas las RIP tipo I (formadas por una cadena polipeptídica con actividad glicosidasa), como la saponina S6.
La unión de la riproximina a los glúcidos de la superficie de la célula es crucial para su posterior internalización y el desarrollo de citotoxicidad. Esta proteína inhibidora de ribosomas se liga a dos tipos de asialoglicanos (estructuras de N-glicanos de tipo complejo bi- y tricatenario) y a N-Acetilgalactosamina, también llamada GalNAc.

## Expectativas en el tratamiento del cáncer

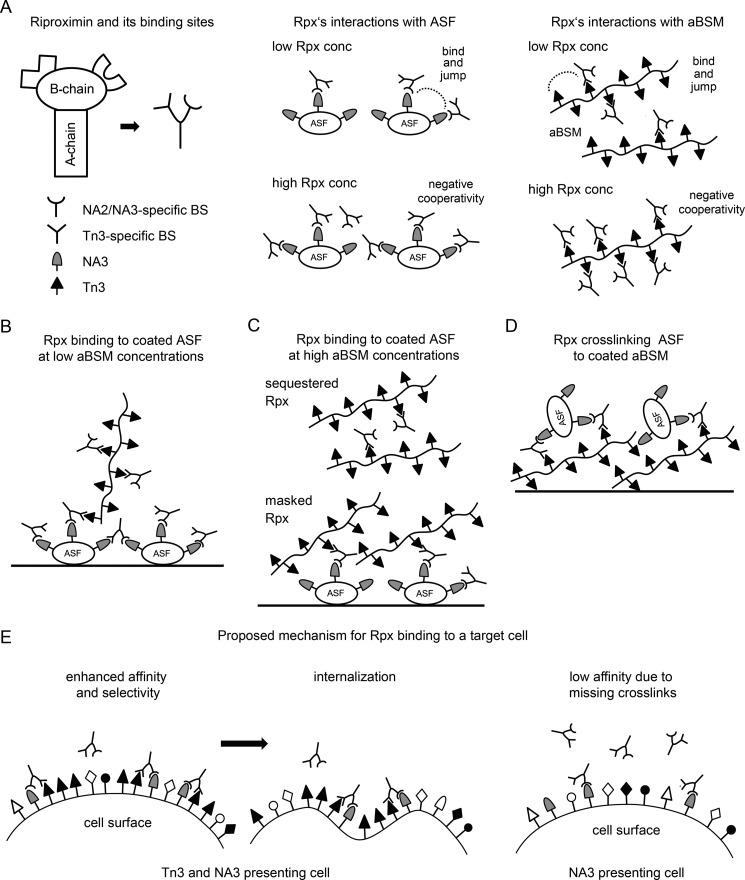
Esquema de la especifidad de unión de la Riproximina

La riproximina muestra una alta selectividad citotóxica para las líneas celulares tumorales. Sus glicanos de unión a la superficie celular son cruciales para su posterior internalización y citotoxicidad. La riproximina se une a dos tipos de aisloglicanos: a estructuras de N-glicanos de tipo complejo bi y triantenario (NA2 / NA3) y a la N-acetilgalactosamina (GalNAc), también conocida con el nombre de antígeno Tn, un O-glicano específico de las células cancerosas. Las glicoproteínas ASF y aBSM fueron posteriormente elegidas como glicoproteínas modelo para imitar las interacciones de unión de la riproximina con los dos tipos de glicanos. La capacidad de la riproximina para reticular las dos proteínas modelo reveló que la unión de los dos tipos de glicoconjugados se produce dentro de diferentes sitios de unión. Las implicaciones biológicas fueron analizadas en ensayos celulares. Se encontró que la citotoxicidad de la riproximina depende de su interacción específica y concomitante con los dos glicoconjugados. Por lo tanto, la potencia terapéutica de la riproximina se debe a su capacidad de reticulación y su alta especifidad para las células cancerosas exponiendo ambas estructuras NA2/NA3 y Tn.

## Mecanismo de apoptosis

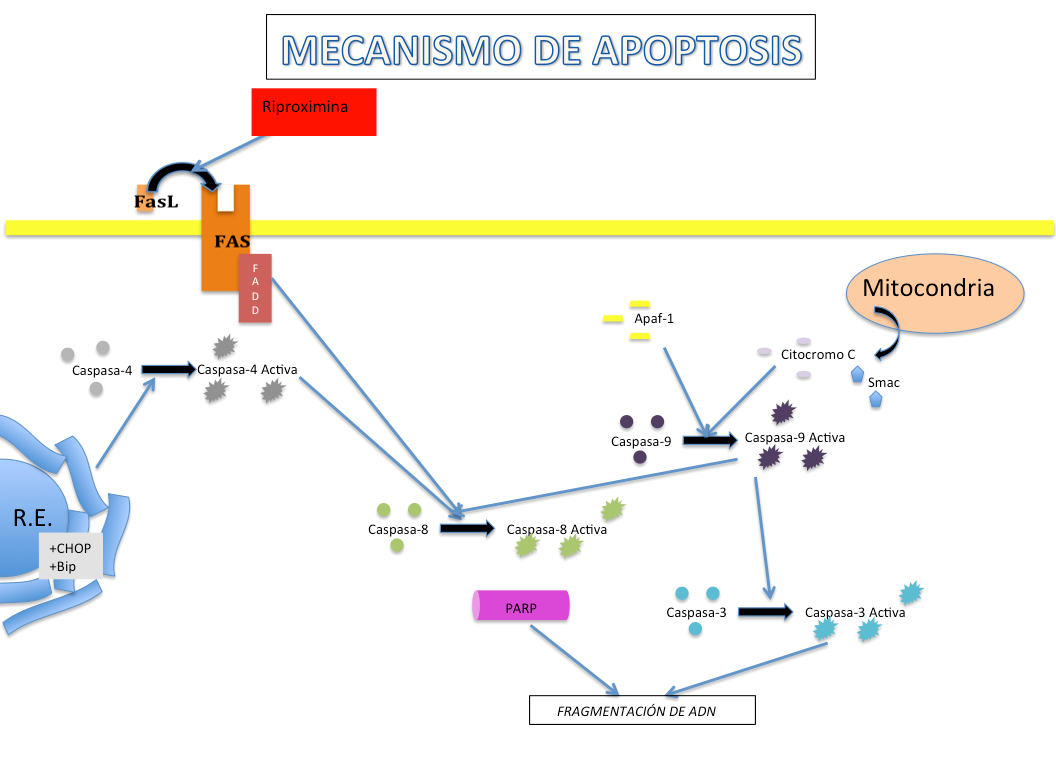
Mecanismo de apoptosis de la Riproximina

La riproximina activa la muerte vía receptor facilitando la combinación entre el ligando de muerte (FasL) y su receptor específico (Fas). La caspasa-8 es activada por proteínas de dominio de muerte como las FADD (Fas-associated protein with death domain). La riproximina induce el estrés del retículo endoplasmático, incrementando la cantidad de CHOP y Bip (immunoglobulin-binding protein) y activando la caspasa-4 (que contribuye a la activación de la caspasa-8).[cita requerida]
Se promueve también la liberación de la proteína mitocondrial Smac y del citocromo C. 
El citocromo C y el factor activador de peptidasa apoptótica 1 (Apaf-1) forman un cuerpo apoptótico que estimula la caspasa-9, la cual activa la caspasa-3 y la caspasa-8. La Smac protege la caspasa-3 de la proteína inhibidora de apoptosis (IAP). La caspasa-3 activa se une a la poli ADP ribosa polimerasa (PARP), provocando la fragmentación del ADN y la apoptosis.

## Actividad antiviral y función
Se ha demostrado que a veces la riproximina presenta actividad antiviral contra plantas, hongos y virus animales. Además de la fuerte actividad citotóxica de la riproximina, esta inhibe la enzima integrasa VIH-1, siendo por ello una herramienta potencial para la inhibición de la replicación viral. Como consecuencia puede inducir un aumento en la resistencia a virus mediante la estimulación de otros sistemas de defensa del organismo en cuestión. Se observó, pero en menor medida, actividad antifúngica, antibacteriana e insecticida.
Por otro lado, la función que realiza va a depender del microorganismo en el que estén presentes.[cita requerida]
Microorganismos (bacterias, virus, hongos, parásitos, etc.)
- Determinar la patogenicidad de bacterias y de parásitos.
- Reconocimiento de determinantes no inmunes en la fagocitosis.
- Reconocimiento de determinantes de la adhesión celular.

Plantas
- Unión de bacterias fijadoras de Nitrógeno en leguminosas
- Protección contra fitopatógenos

Animales
- Regulación de migración y adhesión celular.
- Endocitosis y translocación intracelular de glicoproteínas.
- Reconocimiento de la adhesión no inmune en la fagocitosis.

## Antecedentes
La riproximina forma parte de la familia de las lectinas, un grupo de proteínas de origen no inmune que están presentes en la mayoría de los seres vivos, tanto en el reino animal, vegetal y en microorganismos como bacterias, protozoarios y virus.
  
Las lectinas han sido estudiadas ampliamente y se ha llegado a la conclusión de que su importancia principal radica en sus propiedades biológicas, en la aglutinación de eritrocitos y otras células como linfocitos, plaquetas, etc. Y en la inducción de mitosis y efectos citotóxicos sobre los linfocitos y aglutinación de virus.
El primer estudio, sobre las sustancias que hoy conocemos como lectinas, lo reportó Stillmark en 1888 al observar el fenómeno de hemaglutinación con extractos de semilla de Ricinus communis, cuya proteína llamada ricina aglutina a eritrocitos.
 
Posteriormente, Hellín estudiando semillas de Abrus precatorius encontró otra proteína que también producía aglutinación de eritrocitos llamada abrina.
 
No fue hasta el año de 1919 que se obtuvo la primera lectina en forma cristalina, descubierta por James B. Sumner, a partir del fríjol Canavalia ensiformis llamada concanavalina A. En la década de los años 40, los investigadores Rose M. Reguera y William C. Boyd, reportaron que ciertas semillas contenían aglutininas específicas para antígenos de los grupos sanguíneos humanos.

El primero en plantear el término lectina fue Boyd en 1954, al observar que algunas aglutininas obtenidas de semillas de plantas podían reconocer a un grupo sanguíneo específico y aglutinarlo.